# Siergiej Szywrin
Siergiej Władimirowicz Szywrin, ros. Сергей Владимирович Шиврин (ur. 9 listopada 1964) – rosyjski hokeista. Trener hokejowy.

## Kariera
- Olimpija Kirowo-Czepieck (1988-1992)
- Nieftiechimik Niżniekamsk (1992)
- Olimpija Kirowo-Czepieck (1992-1994)
- Adendorf EC (1994-1995)
- ? (1995/1996)
- Olimpija Kirowo-Czepieck (1996-1997)
- STS Sanok (1997-1999)
- Olimpija Kirowo-Czepieck (1999-2003)

Wychowanek i wieloletni zawodnik klubu Olimpija Kirowo-Czepieck, w którym trenował od 8 roku życia. W wieku 17 lat zadebiutował w zespole Olimpii, występującym w radzieckiej klasie rozgrywkowej.
Po upadku ZSRR na początku lat 90. rozpoczął etap występów w zachodniej Europie. W sezonie 1994/1995 występował w niemieckim klubie z Adendorf w trzecim poziomie rozgrywkowym (wraz z nim grał tam jego rodak Dienis Łożkin), a następnie w pierwszoligowym (Élite Ligue)  francuskim zespole, z którego odszedł po degradacji z ligi. Następnie grał w lidze polskiej w barwach drużyny STS Sanok (wraz z nim rodacy Aleksandr Nikołajew, Wiktor Bielakow). W tym klubie występował w sezonach 1997/1998 i 1998/1999 występował w polskim klubie STS Sanok. Następnie powrócił do Kirowo-Czepiecka i nadal występował w Olimpiji.
Na początku XXI wieku został trenerem, Był szkoleniowcem w szkole hokejowej w macierzystym klubie Olimpija w Kirowo-Czepiecku. W sezonie 2002/2003 był głównym trenerem zespołu Olimpija 2. Podjął pracę trenera grup dziecięcych Tatarstanie: w 2013 był trenerem zespołu rocznika 2006 Krieciety 06 w Mienzielinsku, w 2014 został trenerem zespołu rocznika 2005 Iskra Kamskije Polany. Później został instruktorem hokejowym w Niżniekamsku.

## Osiągnięcia
Indywidualne
- I liga polska w hokeju na lodzie (1998/1999)[15]:
  - Pierwsze miejsce w klasyfikacji strzelców w sezonie zasadniczej w drużynie STS: 23 gole
  - Drugie miejsce w klasyfikacji kanadyjskiej w sezonie zasadniczej w drużynie STS: 35 punktów